# ایستگاه متروی امبانکمنت
ایستگاه امبانکمنتیک ایستگاه از خط بیکرلو و از خطوط متروی لندن است؛ که در منطقه ویکتوریا امبانکمنت قرار دارد و در ۳۰ مه ۱۸۷۰ افتتاح شده‌است.